# UGC 480
UGC 480 é uma galáxia espiral (S?) localizada na direcção da constelação de Andromeda. Possui uma declinação de +36° 19′ 32″ e uma ascensão recta de 0 horas, 46 minutos e 32,0 segundos.
A galáxia UGC 480 foi descoberta em 1876 por Édouard Jean-Marie Stephan.